# Strangalia brachialis
Strangalia brachialis är en skalbaggsart som först beskrevs av Bates 1885.  Strangalia brachialis ingår i släktet Strangalia och familjen långhorningar.
Artens utbredningsområde är Belize. Inga underarter finns listade i Catalogue of Life.